# 金百利克拉克公司
金百利克拉克公司（英語：Kimberly-Clark Corporation），通稱金佰利克拉克，簡稱金佰利，是一家美國的跨國個人護理用品製造商，並以紙製消費性商品為其主要產品。金百利克拉克在1872年成立於威斯康辛州尼納，並自1985年起將總部設於德克薩斯州歐文。金百利克拉克英國（英語：Kimberly-Clark UK）在英國持有來自伊麗莎白二世女王與威爾斯親王查爾斯的皇家認股權證（英語：Royal Warrants）。
此外，金百利克拉克也名列財富美國500強之中。其子公司包括金佰利醫療保健（英語：Kimberly-Clark Health Care）及金佰利專業（英語：Kimberly-Clark Professional）。
其旗下品牌商品有舒洁Kleenex面紙、Kotex女性衛生用品（中国及港澳地區譯高洁丝、臺灣譯靠得住）、Cottonelle、可麗舒Scott、Andrex衛生紙、Wypall機能性抹布、KimWipes科學用清潔抹布，以及好奇Huggies一次性尿片。

## 歷史
金佰利克拉克公司（英語：Kimberly, Clark and Co.）由John A. Kimberly、Havilah Babcock、 Charles B. Clark及Franklyn C. Shattuck以$42,000的資本在1872年成立於威斯康辛州尼納。
該集團最初業務為經營造紙廠，並在往後數十年間擴張。

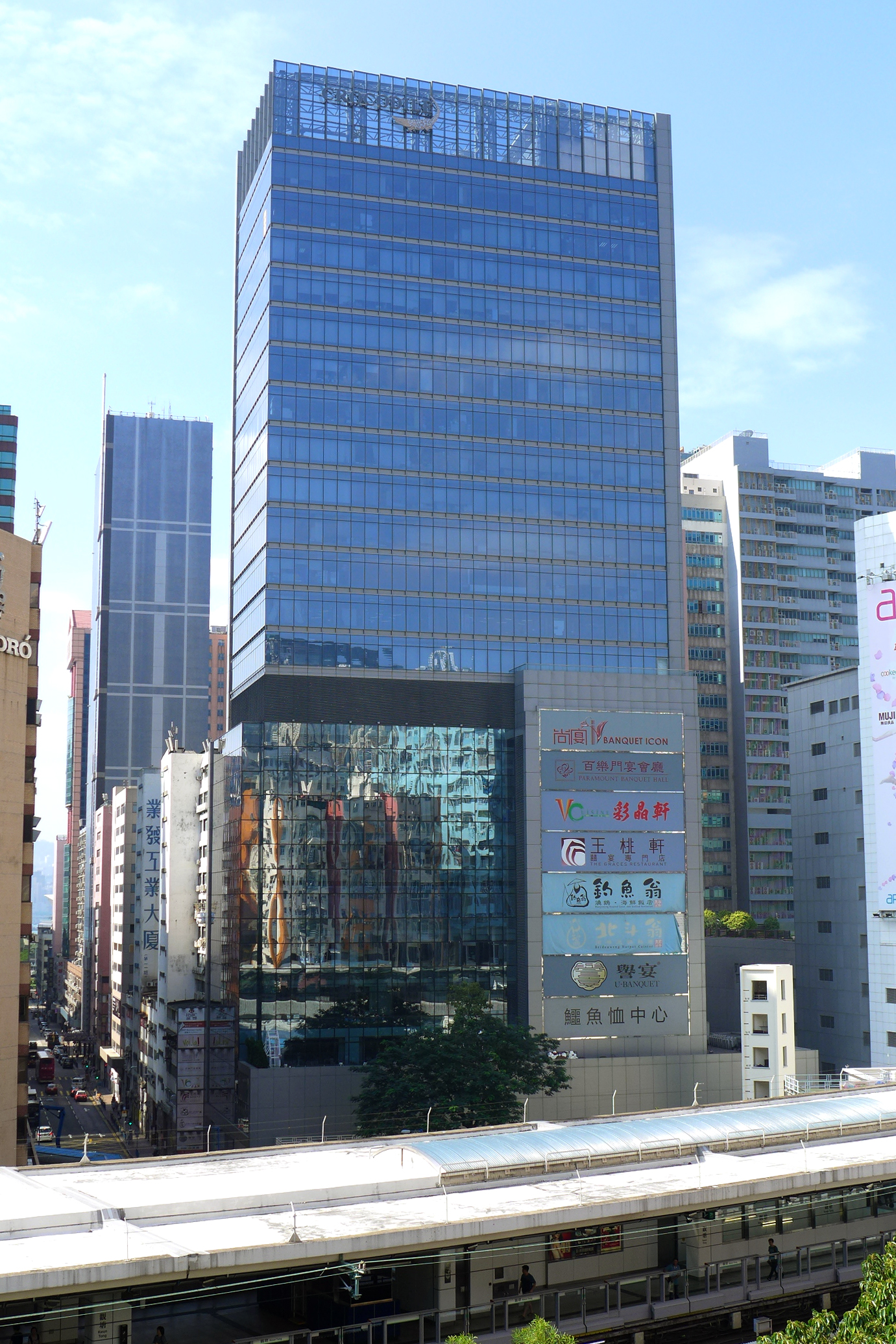
金佰利﹙香港﹚有限公司總部設於香港九龍觀塘鱷魚恤中心

該公司在1914年開發出纖維棉（英語：cellu-cotton），並成為美国陆军在第一次世界大战時使用的手術用棉替代品；此外，美國陸軍的護士也以纖維棉片作衛生棉；六年後，該公司引進了Kotex，並成為最早的一次性女性衛生用品。Kleenex，一種一次性手絹，隨後問世於1924年。金佰利克拉克（英語：Kimberly & Clark）在1926年與紐約時報公司聯手建造了一座新聞紙生產廠於加拿大安大略卡普斯卡辛。兩年後，該公司以Kimberly-Clark之名公開發行股票。

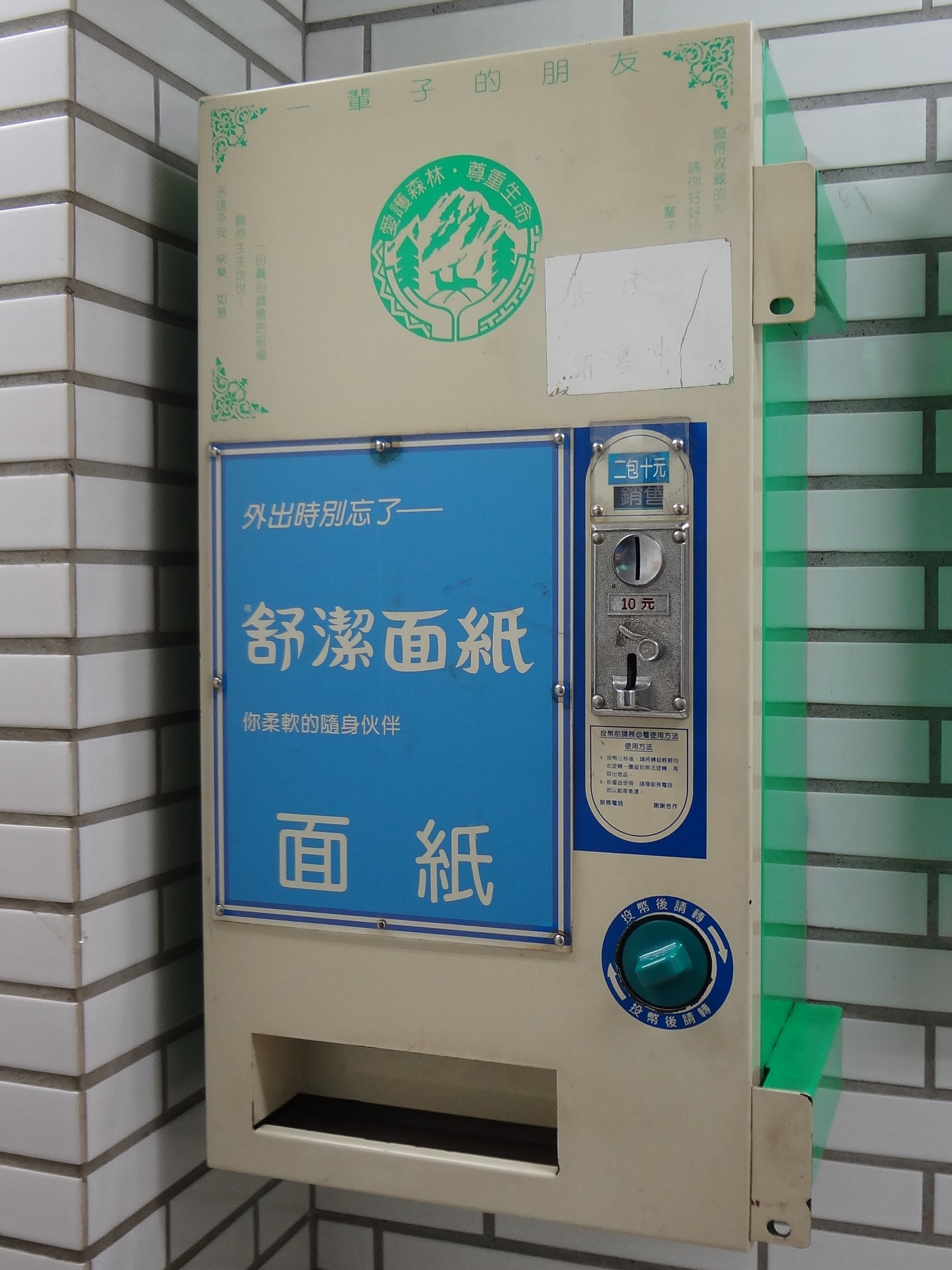
萬年大樓的舒潔面紙販賣機.有30年以上歷史

該公司於1950年代在全球各地擴張，於墨西哥、西德及英國設立工廠。該公司更於1984年自其飛航部門組織成立中西部快速航空（英語：Midwest Airlines）。
1985年，其總部自威斯康辛州尼納遷至德克薩斯州歐文 ，但生產線仍位在尼納。
在1971至1991年在时任CEODarwin Smith領導之下，該公司自一家商業性紙品公司成為了一家消費性紙品公司。
1991年，金佰利克拉克與紐約時報公司共同售出其位在卡普斯卡辛的新聞紙生產廠。
1994年，金佰利克拉克與布宜諾斯艾利斯Descartables Argentinos公司（西班牙語：Descartables Argentinos S.A.）開始在阿根廷合資生產個人護理產品，並以$123億自德國VP-Schickedanz公司購得其女性衛生用品部門，還獲得中國邯郸舒適美容集團（英語：Handan Comfort and Beauty Group）90%的股權。
1995年，金佰利克拉克以$94億併購史谷脫紙業（英語：Scott Paper Company）。 ，取得Cottonelle、Scott(可麗舒)與Scottex等品牌。
1997年，金佰利克拉克出售其加拿大事業50%股權予克魯格公司（英語：Kruger Inc.，一家林業製品企業），並在西班牙與葡萄牙購得尿片生產廠還有一次性手術用面罩製造商Tecnol 醫療製品公司（英語：Ballard Medical Products）。為增強其在德國、瑞士與奧地利之能見度，該公司在1999年付出$3.65億購得瑞士Attisholz Holding的薄紙事業。為擴充醫療用品產品線，該公司於1999年以$7.74億買下Ballard醫療製品公司（英語：Ballard Medical Products），亦於2000年以約$8億購得檢查用手套生產商Safeskin 。
2000年，金佰利克拉克在臺灣更於實質上取得「臺灣史谷脫紙業股份有限公司」（英語：Taiwan Scott Paper Corporation）與「金百利股份有限公司」（英語：S-K Corporation），成為臺灣地區最大的消費性包裝商品製造商之一。2001年，該公司收購臺灣史谷脫紙業，並將金百利股份有限公司改為英屬蓋曼群島商金百利克拉克股份有限公司台灣分公司（英語：Kimberly-Clark Taiwan）。
2001年，金佰利克拉克購得義大利尿片製造商Linostar，並宣布關閉其四座位在拉丁美洲的製造廠。
2002年，金佰利克拉克在澳大利亞以合資方式購得其紙製包裝產業競爭對手安姆科之股權。
2004年初， 董事長兼首席執行官Thomas Falk開始執行其於2003年7月完成之全球事業計畫。該公司將其北美和歐洲分部結合進入其北大西洋分部，以發展其個人護理和消費性薄紙事業，並致力於充分供應亞洲、拉丁美洲和東歐地區市場，尤其是在其價值分層尿片、輕度失禁用品及保健產品業務領域。
2025年6月，金百利克拉克公司 向巴西纸浆供应商Suzano出售其北美以外的纸巾业务，包括知名品牌如Kleenex、Scott和Andrex。該交易以戰略合作夥伴關係的形式進行，將組成一家新的合資企業，其中金佰利克拉克持有49%的股份，Suzano持有51%。

## 鏈結
- 官方网站
- 金百利克拉克 (台灣) （页面存档备份，存于）
- 金佰利中国 （页面存档备份，存于）
- 金佰利克拉克的商業數據：  - Google
  - SEC filings
  - Yahoo!
（英文）